# برنامه‌ریزی
برنامه‌ریزی، فرایند تفکر در رابطه با فعالیت‌های لازم برای رسیدن به هدف مطلوب است. برنامه‌ریزی اولین و مهم‌ترین فعالیت لازم برای دستیابی به نتایج مطلوب است. بسته به فعالیت‌ها، هر برنامه می‌تواند که بلندمدت، میان‌مدت یا کوتاه‌مدت باشد. برای مدیرانی که در جستجوی حمایت‌های بیرونی هستند، برنامه‌ریزی، مهم‌ترین و کلیدی‌ترین و آسان‌ترین سند برای رشد است. برنامه‌ریزی می‌تواند، نقش مهمی در کمک به جلوگیری از اشتباهات یا تشخیص فرصت‌های پنهان بازی کند. برنامه‌ریزی به پیش‌بینی آینده و ساختن آینده تا حدودی قابل تصور کمک می‌کند. آن پلی است بین آنجایی که هستیم و آنجایی که می‌خواهیم برویم. برنامه‌ریزی به آینده می‌نگرد.
برنامه‌ریزی یا طرح‌ریزی یعنی اندیشیدن از پیش. متخصصین از زوایای متعدد برای برنامه‌ریزی تعاریف متعددی ارائه کرده‌اند که برخی از آن‌ها از این قرار است:
1. تعیین هدف، یافتن و ساختن راه وصول به آن،
2. تصمیم‌گیری در مورد اینکه چه کارهایی باید انجام گیرد،
3. تجسم و طراحی وضعیت مطلوب در آینده و یافتن و ساختن راه‌ها و وسایلی که رسیدن به آن را فراهم کند،
4. طراحی عملیاتی که شیئی یا موضوعی را بر مبنای شیوه‌ای که از پیش تعریف شده، تغییر بدهد.[۱]
5. فرایند تفکر قبل از عمل

برنامه‌ریزی، نوعی پدیده عینی اجتماعی است و خصوصیت‌های ویژه خود را دارد در عین حال، یک رویداد منحصربه‌فرد نیست که دارای یک ابتدا و انتهای مشخص باشد بلکه یک فرایند مستمر و دائمی و منعکس‌کننده تغییرات و در صدد رسیدن به اهداف است. در سازمان‌های پیچیده امروزی، بدون برنامه‌ریزی‌های دقیق، امکان ادامه حیات نیست و برنامه‌ریزی، مستلزم آگاهی از فرصت‌ها و تهدیدهای آتی و پیش‌بینی شیوه مواجهه با آن‌ها است.
برنامه‌ریزی به عنوان یک موضوع برای مطالعه، یکی از چند رشته‌ای‌ترین موارد است: از عمل و نظریه می‌گذرد و به گستردگی علوم اجتماعی و دیگر تأثیرات آن می‌پردازد. تاکنون نمایندگان بسیاری از علوم اجتماعی و طبیعی به طریقی درگیر برنامه‌ریزی شده‌اند. جغرافیا یکی از اصلی‌ترین این موارد است.

## برنامه‌ریزی (جغرافیا)
این توصیف ممکن است به رشته یا حرفه اشاره داشته باشد: برنامه‌ریزی شهری و منطقه‌ای، برنامه‌ریزی اقتصادی، یا برنامه‌ریزی حمل‌ونقل؛ یا به هدف برنامه‌ریزی: برنامه‌ریزی فضایی، برنامه‌ریزی شهری، برنامه‌ریزی کاربری زمین، برنامه‌ریزی اجتماعی، برنامه‌ریزی جامعه، توسعه اقتصادی یا برنامه‌ریزی محیطی؛ یا ممکن است دامنه برنامه‌ریزی را مشخص کند: برنامه‌ریزی منطقه‌ای، برنامه‌ریزی ایالتی، برنامه‌ریزی شرکتی؛ یا ممکن است به یک نوع عمل اشاره کند: برنامه‌ریزی استراتژیک، برنامه‌ریزی مدافعه‌ای، یا برنامه‌ریزی الکترونیکی.
برنامه‌ریزی در واقع شاخه مهمی از جغرافیای کاربردی است و نه‌تنها باید این بازشناخته شود که جغرافی‌دان می‌تواند کمک ارزشمندی به برنامه‌ریزی بکند و سهم واقعی در برنامه‌ریزی دارد بلکه جغرافی‌دانان باید تأثیر بیشتری روی حرفهٔ برنامه‌ریزی داشته باشند یکی با این سبب که در سال‌های اخیر، نگرانی‌های برنامه‌ریزان گسترش یافته‌است تا توجه بیشتری به جمعیت، مسائل اجتماعی و فرهنگی، و آماده‌سازی تحلیل‌ها و گزارش‌های جامع اثرات زیست‌محیطی داشته باشند. دوم اینکه برنامه‌ریزی هنگام بررسی فضاهای زندگی روزمره، روابط فضایی بین ابعاد مختلف آن و فرایندهای موجد آنها، با جغرافیا همپوشانی دارد. چونکه جغرافیا این درک از فرایندهای اجتماعی و فیزیکی را در بستر مکان قرار می‌دهد روابط بین محیط‌های پویا و جمعیت در مکان‌های مختلف و در مقیاس‌های چندگانه مطالعه شده و جغرافیا یک مطالعهٔ یکپارچه را از روابط پیچیده بین افراد، مکان‌ها و محیط‌زیست ارائه می‌دهد. در اینجا، برنامه‌ریزی دارای تخصص‌های مرتبط به هم از جمله مسکن، حمل و نقل، توسعه اجتماعی، توسعه اقتصادی و برنامه‌ریزی زیست‌محیطی است؛ و برنامه‌ریزان در زمینه/موقعیت‌های مختلف و در مقیاس‌های مختلف —از مناطق روستایی گرفته تا شهرهای بسیار بزرگ، و نیز حومه و مناطق تفریحی— کار می‌کنند. چرا که از سطح محلی تا مقیاس جهانی، به‌طور چشمگیری تحت تأثیر مسائل محیطی قرار می‌گیریم. در نتیجه، برنامه‌ریزان از دیدگاه‌های اجتماعی، اقتصادی و اکولوژیکی بر ساختار شهرها و زندگی شهری، روستا و توسعه منطقه‌ای، وضعیت اقتصادی و محیط زیست، فرهنگ و جمعیت تأثیر می‌گذارند. در اینجا می‌آموزید که جامعه را در یک زمینه فضایی بررسی کنید و بر تفاوت‌های فضایی تمرکز نمایید زیرا پدیده‌های اجتماعی در مکان‌های خاص و در زمان‌های خاص رخ می‌دهند و تأثیرات خاصی دارند. به معنای گسترده‌تر، این حوزهٔ تمرکز به بررسی این مسئله می‌پردازد که چگونه سیاست، اقتصاد، تاریخ و فرهنگ به تعامل با محیط فیزیکی معنا داده، آنرا شکل می‌دهند و خود نیز، توسط تعامل با محیط فیزیکی شکل می‌گیرند. از آنجا که برنامه‌ریزی به منابع طبیعی محدود مانند استفاده از زمین، آب و هوا نیز مربوط می‌شود که پیش‌نیازهای اساسی برای انسان و همه موجودات زنده هستند؛ در اینجا شما به عنوان یک برنامه‌ریز باید بتوانید تصمیم‌گیری جامعه را در تخصیص منابع کمیاب برای ایجاد مکان‌های بهتر برای زندگی هدایت کنید یا زمانی که از دوره برنامه‌ریزی منطقه‌ای فارغ‌التحصیل می‌شوید، باید به خوبی آماده باشید تا تغییر را به روشی هدایت کنید که جوامع ما را به مکان‌های بهتری برای زندگی برای نسل‌های حاضر و آینده تبدیل کند. زیرا در طول دوره تحصیل در مورد استفاده از منابع طبیعی و نحوه زندگی پایدارتر می‌آموزید و بر مسائل کلیدی از جمله تغییر آب و هوا، آلودگی زمین و آب، امنیت غذایی و … تمرکز می‌شود. علاوه بر این، از طریق آن، حتی افراد بیرون از این حوزه به درک مکانی/فضایی (spatial understanding) از مسائل اجتماعی و زیست‌محیطی دست می‌یابند و با برنامه‌ریزی منطقه‌ای به عنوان یک فعالیت مدنی درگیر می‌شوند. همچنین این دیدگاه بسیار مناسبی برای در نظر گرفتن مسائل پیچیده مانند توسعهٔ پایدار است که شامل ابعاد اقتصادی، اجتماعی و زیست‌محیطی به‌طور همزمان می‌باشد. چرا که به بررسی چالش‌های مهم اقتصادی، اجتماعی و زیست‌محیطی مانند برخی از مهم‌ترین مسائل پیشروی دنیای مدرن، از تغییر اقلیم گرفته تا امنیت غذایی، اطلاع‌رسانی به سیاست و عمل می‌پردازد و برای نمونه، هم‌اثرگذاری تغییرات اجتماعی، اقتصادی، سیاسی، زیست‌محیطی و تکنولوژیکی برای حل چالش‌های زیست‌محیطی که با آن روبرو هستیم، واکاوی می‌شود؛ تا بتواند هم عوامل محیطی نگرانی و هم روشها و سازوکارهای فعال برای رفع آنها را شناسایی کند.
فارغ‌التحصیلان برنامه‌ریزی از جغرافیا در دولت محلی و ایالتی، آژانس‌های فدرال، شرکت‌های مهندسی، هیئت‌های تجاری، و تعدادی از سازمان‌های غیرانتفاعی می‌توانند کار کنند. تکنیک برنامه‌ریزی برای مدیریت عمومی نیز مناسب بوده‌است، زیرا علاوه بر اینکه مانند یک ابزار مدیریتی عمل می‌کند، به عنوان یک چارچوب تنظیم‌گر اقدامات دولت در موقعیت‌های خاص عمل می‌نماید که در مسائل عمومی هر کشوری چارچوب‌بندی شده‌اند.

### ضرورت‌ها
در جهان معاصر، سه چالش کلیدی وجود دارد که ضرورت درک آینده و برنامه‌ریزی برای آن را آشکار می‌کند، این سه چالش عبارتند از:

#### مدیریت خطر و عدم قطعیت‌ها
این امر به‌ویژه در مورد برنامه‌ریزی مخاطرات طبیعی؛ پیش‌بینی سیل و مدیریت آن؛ تغییرات آب و هوایی و مدیریت رویدادهای فرین (حدّی)؛ برنامه‌ریزی محیطیِ شهری-روستایی؛ و منابع آب و مدیریت آن صدق می‌کند.

#### موضوعات توسعهٔ پایدار
دنیای مدرن ما از مقادیر زیادی انرژی استفاده می‌کند، زباله و آلودگی تولید کرده، محیط‌زیست ما را تنزل می‌دهد، تنوع زیستی را کاهش داده و اثرات عمیقی بر سلامت و رفاه ما دارد. هدف اصلی یک برنامه‌ریز باید دستیابی به پایداری بوده، با طیف گسترده‌ای از موضوعات مهم زیست‌محیطی که جهان امروز از دیدگاه علوم طبیعی و علوم اجتماعی با آن روبرو است، آشنا باشد. همچنین با افزایش جمعیت و افزایش فشار بر سیستم‌های زمین، جغرافیا هرگز تا این حد مهم نبوده‌است و درک رو به رشدی از پتانسیل برنامه‌ریزی فضایی جهت تشکیل یک عرصه هماهنگ‌ساز برای توسعه پایدار وجود دارد و انتظار می‌رود که فرایندهای برنامه‌ریزی همه ابعاد پایداری را ادغام کند. چرا که چنین مدیریتی نیاز به یک رویکرد میان رشته‌ای دارد که دانش عمیق در مورد منابع خاص و همچنین یک چشم‌انداز جامع شامل جنبه‌های زیست‌محیطی، اقتصادی و اجتماعی را در بر بگیرد. به‌طور کلی، در اینجا برنامه‌ریزی به جوامع کمک می‌کند تا تعادل درستِ توسعهٔ جدید و خدمات ضروری، حفاظت از محیط‌زیست، و تغییر نوآورانه را بیابند.

## مدیران، برنامه‌ریزی و تصمیم‌گیری
تصمیم‌گیری، رکن اساسی تمام وظایف مدیریتی و در عین حال، مبنای برنامه‌ریزی است چرا که نمی‌توان گفت برنامه‌ای وجود دارد مگر اینکه تصمیمی اتخاذ شده باشد. به عبارت بهتر، تصمیم‌گیری، هسته مرکزی مدیریت است که در تمامی وظایف دیگر، نمود دارد، به همین دلیل برخی (مانند هربرت الکساندر سیمون) مدیریت و تصمیم‌گیری را دو واژه مترادف می‌دانند.
به جرأت می‌توان گفت برنامه‌ریزی و تصمیم‌گیری، برای نیل به اهداف سازمان مکمل اند اما نوع اتخاذ تصمیم نیز نقش به سزایی ایفا می‌کند با وجودی که تصمیم‌گیری به کلیه وظایف مدیریتی مربوط می‌شود، اما اساس برنامه‌ریزی به‌شمار می‌آید و نمی‌توان گفت برنامه‌ای وجود دارد بدون اینکه تصمیمی گرفته شده باشد. از این رو، تصمیم‌گیری از ارکان اساسی فعالیت‌های مدیریتی به‌شمار می‌رود چرا که هر مدیری برای اجرای هر یک از وظایف خود، همواره با مواردی مواجه می‌شود که نیاز به تصمیم‌گیری دارد.

## برنامه‌ریزی به عنوان وظیفه مدیران
برنامه‌ریزی از وظایف بسیار مهم مدیران است و با سایر وظایف آن‌ها ارتباطی تنگاتنگ دارد. اگر نگرش مبتنی بر برنامه‌ریزی در سراسر زندگی فردی و سازمانی تسری یابد، نوعی تعهد به عمل بر مبنای تعقل و تفکر آینده نگر و عزم راسخ بر استمرار آن ایجاد می‌شود. به نوعی، تحقق اهداف فردی و سازمانی، مستلزم برنامه‌ریزی است. نیاز به برنامه‌ریزی از آنجا است که همه سازمان‌ها با فعالیت در محیطی پویا، مترصد آن هستند که منابع محدودشان را برای رفع نیازهای متنوع و فزاینده خود صرف نمایند و این پویایی محیط و وجود تلاطم و عدم اطمینان ناشی از تغییرات محیطی، بر ضرورت انکار ناپذیر برنامه‌ریزی می‌افزاید.
با پذیرفتن اصول پنج‌گانه مدیریتی، و مبنای برنامه‌ریزی برای این اصول، به این اجماع نظر می‌رسیم که برنامه‌ریزی، فرایندی است دارای مراحل مشخص و بهم پیوسته برای تولید یک خروجی منسجم در قالب سیستمی هماهنگ از تصمیم‌ها که در این فرایندی، مراحل مشخص و بهم پیوست‌های برای تولید یک خروجی منسجم در قالب سیستمی هماهنگ از تصمیم‌ها وجود دارد. طی این فرایند، به پیش‌بینی و تدوین فعالیت‌هایی پرداخته می‌شود که باید در جهت نیل به اهداف سازمانی صورت گیرد. به عبارت بهتر در فرایند برنامه‌ریزی، به: چه کسی؟ کجا؟ کِی؟ چه چیزی؟ چرا؟ چگونه؟ پرداخته می‌شود و پاسخ به این پرسش‌ها به انتخاب مأموریت‌ها، هدف‌ها و اقداماتی برای نیل به آن‌ها می‌انجامد که مستلزم تصمیم‌گیری و انتخاب از میان راه‌های مختلف است. برنامه‌ریزی می‌تواند، نقش مهمی در کمک به جلوگیری از اشتباهات یا تشخیص فرصت‌های پنهان بازی کند. برنامه‌ریزی به پیش‌بینی آینده و ساختن آینده تا حدودی قابل تصور کمک می‌کند. آن پلی است بین آنجایی که هستیم و آنجایی که می‌خواهیم برویم. برنامه‌ریزی به آینده می‌نگرد.
مدیران از عناصر، شاخص‌ها و ابزارهای متفاوتی برای برنامه‌ریزی صحیح و واقع گرایانه استفاده می‌کنند. 

## تعریف برنامه‌ریزی
نگاهی به واژه‌نامه‌های عمومی و تخصصی، کافی است تا تعاریفی از این دسته، را پیش روی ما قرار دهد. اغلب واژه‌نامه‌های عمومی برنامه‌ریزی را کار یا فعالیت برنامه‌ریز؛ شکل‌گیری برنامه ها؛ ساخت یا ترسیم یک طرح یا نمودار؛ کشیدن طرح، طراحی، تدبیر کردن دانسته‌اند واژه‌نامه‌های تخصصی نیز آن را، شیوه و فرایند سیستماتیک و گام به گامی دانسته‌اند که به تعریف، ایجاد و ترسیم فعالیت‌های ممکنی می‌پردازد که با نیازها، علایق و مشکلات موجود یا آینده مطابقت داشته باشند

### اهداف برنامه‌ریزی
1. پیش‌بینی آینده: برنامه آینده‌نگر
2. برنامه ساختن وشکل دادن به آینده: برنامه آینده‌ساز
3. برنامه برای انتخاب یک شکل خاص برای آینده: آینده‌گزین.

متخصصین، برنامه‌ریزی را با توجه به حوزهٔ فعالیت خود تعریف نموده‌اند. این واژه، در زمینه علوم و فنون بیشتر با واژه طراحی (designing) عجین شده. هر چند که: این برداشت تقلیل‌گرایانه و البته این واژه در متون مدیریتی جایگاهی ندارد.

### مزایای برنامه‌ریزی
1. افزایش احتمال تحقق اهداف سازمان
2. ایجاد فرصتِ اجرای منظم تصمیم‌ها
3. صرفه اقتصادی
4. انطباق با شرایط متغیر محیطی
5. استفاده صحیح از منابع
6. فراهم شدن ابزارهای کنترل
7. امکان سنجش میزان پیشرفت
8. آگاهی کارکنان از اهداف سازمان و نقش خود
9. تقویت کار گروهی
10. رسیدن به اهداف شخصی

## چالش‌های برنامه‌ریزی
چالش‌های عمدهٔ برنامه‌ریزی از دید برخی منتقدان این امر عبارتند از:
1. حوادث غیرمنتظره‌ای که می‌تواند تمام پیش‌بینی‌ها را نقش بر آب کند!
2. عوض شدن فکر

تغییر رویه‌هایی که ممکن است مقاومت ایجاد نماید.
1. صرف هزینه و وقت.
2. محدودیت‌های کوتاه مدت و مقطعی.

## تصمیم‌گیری
واژه تصمیم در لغت به معنای عزم و اراده به انجام کاری است و از دید علم مدیریت، به معنای انتخاب یک راه از راه‌های مختلف و در حقیقت، انتخاب بهترین راه برای نیل به اهداف است. تصمیم‌گیری، بیش از آنکه کاری ساده باشد، فرایندی مرحله دار است.

### گونه‌شناسی تصمیم‌گیری
گونه‌های مختلفی از تصمیم‌گیری را از دیدگاه‌های مختلف می‌توان شناسایی نمود. برخی از این گو نه‌ها عبارتند از:
1. تصمیم‌گیری به اعتبار برنامه (برنامه‌ریزی شده و برنامه‌ریزی نشده)
2. تصمیم‌گیری به اعتبار میزان اطلاعات
3. تصمیم‌گیری به اعتبار تصمیم گیرنده (فردی و گروهی)
4. تصمیم‌گیری به اعتبار درجه استقلال
5. تصمیم‌گیری به اعتبار میزان ساختار یافتگی

### مراحل تصمیم‌گیری
برآیند نسبتاً کلی از مراحلی که برای فرایند تصمیم‌گیری در متون مختلف طرح شده‌است را می‌توان در موارد زیر خلاصه نمود:
1. اطمینان از وجود نیاز به تصمیم
2. تعیین معیارهای تصمیم‌گیری
3. تشخیص میزان اهمیت معیارها
4. کشف راه حل‌ها
5. ارزیابی راه حل‌ها
6. انتخاب بهترین راه حل

## انواع برنامه‌ریزی
- برنامه‌ریزی معماری
- برنامه‌ریزی کسب‌وکار
- برنامه‌ریزی اقتصادی
- طرح‌های شهری
- برنامه احتیاطی
- برنامه‌ریزی محیط زیست
- برنامه‌ریزی رویداد
- برنامه خانواده
- برنامه‌ریزی مالی
- برنامه‌ریزی کاربری زمین
- طرح فضای سبز
- طرح بازاریابی